# Walentów (Mińsk)
Pour les articles homonymes, voir Walentów.
Walentów (prononciation : [vaˈlɛntuf]) est un village polonais de la gmina de Dobre dans le powiat de Mińsk de la voïvodie de Mazovie dans le centre-est de la Pologne.
Il se situe à environ 3 kilomètres au nord-est de Dobre (siège de la gmina), 20 kilomètres au nord-est de Mińsk Mazowiecki (siège du powiat) et à 51 kilomètres à l'est de Varsovie (capitale de la Pologne).

## Histoire
De 1975 à 1998, le village appartenait administrativement à la voïvodie de Siedlce.